# Urząd Oeversee
Urząd Oeversee (niem. Amt Oeversee) – urząd w Niemczech w kraju związkowym Szlezwik-Holsztyn, w powiecie Schleswig-Flensburg. Siedziba urzędu znajduje się w miejscowości Tarp.
W skład urzędu wchodzą trzy gminy:
1. Oeversee
2. Sieverstedt
3. Tarp